# Championnats de Colombie de cyclisme sur route 2018
Navigation
Championnats de Colombie 2017 Championnats de Colombie 2019
Les championnats de Colombie de cyclisme sur route Élite masculins se déroulent du 2 au 4 février 2018 à Medellín et ses alentours. Tandis que les championnats féminins et Espoir masculins se disputent du 9 au 11 novembre 2018 dans le département de Boyacá.

## Programme
- Vendredi 2 février à 9h00 (locale) :
  - Contre-la-montre Élite messieurs : 25 km
- Dimanche 4 février à 8h00 (locale) :
  - Course en ligne Élite messieurs : 228 km
- Vendredi 9 novembre février à 10h00 (locale) :
  - Contre-la-montre féminins et Espoir messieurs : 22 km
- Samedi 10 novembre à 9h00 (locale) :
  - Course en ligne féminines : 85,6 km
- Dimanche 11 novembre à 8h00 (locale) :
  - Course en ligne Espoir messieurs : 165 km

## Podiums

### Épreuves masculines
| Épreuves         | Or                                          | Or | Or              | Argent                                                | Argent | Argent | Bronze                                          | Bronze | Bronze |
| ---------------- | ------------------------------------------- | -- | --------------- | ----------------------------------------------------- | ------ | ------ | ----------------------------------------------- | ------ | ------ |
| Élites           |                                             |    |                 |                                                       |        |        |                                                 |        |        |
| Course en ligne  | Sergio Henao (Sky)                          | en | 5 h 28 min 6 s  | Óscar Quiroz (Bicicletas Strongman)                   | à      | 45 s   | Diego Ochoa (EPM)                               | à      | 52 s   |
| Contre-la-montre | Egan Bernal (Sky)                           | en | 28 min 42 s     | Daniel Martínez (EF Education First-Drapac)           | à      | 6 s    | Walter Vargas (Medellín-Inder)                  | à      | 31 s   |
| Moins de 23 ans  |                                             |    |                 |                                                       |        |        |                                                 |        |        |
| Course en ligne  | Yeison Rincón (Sundark Arawak)              | en | 3 h 52 min 22 s | Hernán Darío Gómez (Ligue cycliste de Bogota)         |        | m.t.   | Daniel Largo (Ligue cycliste de Caldas)         |        | m.t.   |
| Contre-la-montre | Santiago Ordóñez (Ligue cycliste de Caldas) | en | 28 min 47 s     | Adrián Bustamante (EBSA Empresa de Energía de Boyacá) | à      | 6 s    | Brandon Rivera (Ligue cycliste de Cundinamarca) | à      | 23 s   |

### Épreuves féminines
| Épreuves         | Or                                             | Or | Or             | Argent                                         | Argent | Argent | Bronze                                     | Bronze | Bronze     |
| ---------------- | ---------------------------------------------- | -- | -------------- | ---------------------------------------------- | ------ | ------ | ------------------------------------------ | ------ | ---------- |
| Élites           |                                                |    |                |                                                |        |        |                                            |        |            |
| Course en ligne  | Kathrin Montoya (Ligue cycliste d'Antioquia)   | en | 2 h 3 min 51 s | Milena Salcedo (Ligue cycliste de Bogota)      |        | m.t.   | Laura Lozano (Merquimia Colombia)          |        | m.t.       |
| Contre-la-montre | Serika Gulumá (Boyacá es Para Vivirla)         | en | 32 min 26 s    | Estefanía Herrera (Ligue cycliste d'Antioquia) | à      | 10 s   | Rocio Parrado (Weber Shimano Ladies Power) | à      | 20 s       |
| Moins de 23 ans  |                                                |    |                |                                                |        |        |                                            |        |            |
| Course en ligne  | Vanessa Martínez (Ligue cycliste d'Antioquia)  | en | 2 h 3 min 51 s | Marcela Hernández (Ligue cycliste d'Antioquia) |        | m.t.   | Paula Carrasco (Merquimia Colombia)        |        | m.t.       |
| Contre-la-montre | Marcela Hernández (Ligue cycliste d'Antioquia) | en | 32 min 56 s    | Tatiana Dueñas (Ligue cycliste de Bogota)      | à      | 45 s   | Paola Mancipe (Boyacá es Para Vivirla)     | à      | 1 min 16 s |

## Changement de dates
En décembre 2017, la fédération cycliste colombienne annonce que les dates des championnats Élite sont avancées de trois semaines. Elle précise que la décision a été prise en accord avec les coureurs disputant la saison européenne (accédant ainsi à leur demande). En plaçant les épreuves les 2 et 4 février 2018, la fédération permet aux cyclistes, qui pour leur grande majorité n'aurait pu, par leur engagement professionnelle, être présent aux championnats, originellement prévus du 21 au 25 février, de pouvoir participer. Positionnés de la sorte en préambule de la première édition de l'épreuve Colombia Oro y Paz, elle garantit la présence de bon nombre d'entre eux,.

## Principaux engagés et principales défections
Deuxième du Tour de France 2017, Rigoberto Urán est la tête d'affiche des engagés des championnats. Tandis que les absences les plus notoires sont celles de Nairo Quintana et d'Esteban Chaves.
Le premier est encore en phase de préparation de sa saison et pas suffisamment en condition pour une épreuve longue de plus de 225 km alors que la formation Mitchelton-Scott du second l'a engagé dans d'autres compétitions à ces dates. Outre Rigoberto Urán, les noms de Miguel Ángel López, Sergio Henao, Sebastián Henao, Jarlinson Pantano ou Darwin Atapuma se dégagent de plus de la centaine de participants inscrits. La présence de Fernando Gaviria est espérée mais dépend de la récupération du coureur des blessures que lui ont occasionné sa chute, la semaine précédente, le forçant à abandonner le Tour de San Juan. À l'instar de leur leader, Winner Anacona et Dayer Quintana sont absents. Devant la difficulté du parcours, la direction de leur formation Movistar a préféré leur octroyer quelques jours de préparation supplémentaire pour arriver au départ de la Colombia Oro y Paz au mieux de leur condition.

## Déroulement des championnats

### 1erfévrier: réunion préparatoire aux compétitions
Le calendrier des activités débute le 1er février dans les installations d'INDER Medellín. Le programme annonce de 14 à 16 h la révision des licences et la confirmation des coureurs, suivi de 16 à 17 h de la réunion technique. De 17 à 18 h, le jury des commissaires se réunit avec les représentants des médias de communication accrédités.

### 2 février: le contre-la-montre individuel Élite messieurs
Egan Bernal crée la surprise.
La première compétition des championnats Élite est le contre-la-montre individuel. Prévu jusqu'à moins de 48 h du départ sur une distance de 28 km, le parcours développe finalement 25 km, sur un axe Nord - Sud. Le départ et l'arrivée s'effectuent au niveau du pont de Guayaquil. Les concurrents prennent la route nationale 25, appelée "autoroute du sud" dans l'agglomération medellinense, en direction du Sud et d'Itagüí, où ils font demi-tour. De là, ils prennent, sur la même voie de circulation, la direction du Nord jusqu'à l'avenue Barranquilla, où ils effectuent un nouveau demi-tour pour rejoindre l'arrivée. Un chronométrage intermédiaire se situe au km 13,9. Un des prétendants au titre, Alex Cano présente l'itinéraire comme un parcours rapide, où la puissance est déterminante. Cependant le croire totalement plat serait une erreur.
Trente concurrents doivent se disputer la succession de Jarlinson Pantano, absent de cette nouvelle édition. À 9h00 (heure locale), le premier compétiteur à s'élancer est Yeder Zambrano, de la ligue de cyclisme de Arauca. Puis de deux minutes en deux minutes, les concurrents partent un à un. En l'absence de Rigoberto Urán et de Pantano, concentrés sur la course en ligne du dimanche, seul un athlète déjà couronné dans l'effort solitaire en catégorie Élite est présent au départ, Walter Vargas (2016). Il est cependant accompagné de quatre cyclistes titrés dans la catégorie Espoir : Wilson Marentes (2007), Brayan Ramírez (2011), Carlos Mario Ramírez (2014 et 2016) et Julián Cardona (2017). Les frères Edison et Danny Osorio participent également à la compétition. En revanche, pourtant inscrit, Brayan Sánchez ne prend pas le départ.
Bien que parti deux minutes après Zambrano, Juan Martín Mesa est le premier à en terminer. Moins de trois minutes plus tard, Daniel Martínez le dépossède du meilleur temps provisoire en réalisant 28 min 48 s. Le concurrent suivant, Egan Bernal retranche six secondes au "chrono" de Martínez. Après cinquante minutes d'attente et le passage des vingt-quatre derniers prétendants, le temps réalisé (28 min 42 s) par le nouveau coureur de l'équipe Sky n'est pas battu. Egan Bernal, dont c'était curieusement le premier contre-la-montre disputé en Colombie, devient le nouveau champion national de l'effort solitaire. Walter Vargas est leur plus proche contradicteur. Il est devancé par Bernal de 31 s. Le vice-champion 2017 Rodrigo Contreras échoue à quatre secondes de Vargas et de la médaille de bronze. Julián Cardona et Sergio Henao, respectivement cinquième et sixième, sont les derniers à ne pas avoir concédé plus d'une minute au vainqueur. Bernal, vainqueur à la moyenne de 52,26 km/h, Martínez et Cardona, tous trois en âge d'être dans la catégorie Espoir, perdent ce "statut" en étant membre d'une UCI WorldTeam,,,.
La victoire d'Egan Bernal est une surprise pour les observateurs mais également pour lui-même. Après la course, Bernal, récent meilleur jeune du Tour Down Under, déclare que cette victoire est sa première dans cette spécialité. Il en est très content. Avant le départ, son objectif était de perdre le moins de temps possible et surtout de ne pas se faire rattraper par le concurrent parti deux minutes après lui. Alors gagner lui paraît incroyable. Il obtient ainsi le droit de revêtir le maillot national dans chaque contre-la-montre où il prendra le départ durant la saison. Toute la matinée, la pluie a été menaçante et un fort vent contraire a pu affecter, dans la première partie du parcours, les derniers concurrents à s'élancer.
Classement du contre-la-montre individuel Élite messieurs
|    | Coureur            | Équipe                  |    | Temps       |
| -- | ------------------ | ----------------------- | -- | ----------- |
| 1  | Egan Bernal        | Sky                     | en | 28 min 42 s |
| 2  | Daniel Martínez    | EF Education First      | à  | 6 s         |
| 3  | Walter Vargas      | Medellín Inder          | à  | 31 s        |
| 4  | Rodrigo Contreras  | EPM                     | à  | 35 s        |
| 5  | Julián Cardona     | EF Education First      | à  | 47 s        |
| 6  | Sergio Henao       | Sky                     | à  | 51 s        |
| 7  | Omar Mendoza       | Medellín Inder          | à  | 1 min 4 s   |
| 8  | Miguel Ángel López | Astana                  | à  | 1 min 6 s   |
| 9  | Danny Osorio       | Orgullo Paisa           | à  | 1 min 19 s  |
| 10 | Bryan Gómez        | Ligue cycliste de Valle | à  | 1 min 23 s  |

Trente coureurs inscrits. Vingt-neuf classés.

### 4 février: la course en ligne Élite messieurs
Sergio Henao confirme son statut de favori et conserve son titre.
La course en ligne se déroule dans la partie orientale de Medellín. Là aussi, le parcours initialement prévu est modifié. Les organisateurs de la course en accord avec le jury des commissaires et les instances municipales apportent plusieurs modifications. Ainsi, le circuit que doivent emprunter les coureurs ne fait plus que 12 km. Il est à parcourir dix-neuf fois pour une distance totale de 228 km. Originellement, il développait 16,7 km et était à emprunter quatorze fois pour un total de 233,8 km. Le départ est prévu à 8h00 (heure locale) du parc principal d'El Poblado (es) (une des communes de Medellín) où a lieu également l'arrivée. La principale difficulté est l'ascension des premiers contreforts de l'Alto de Las Palmas (es) en empruntant l'avenue Las Palmas sur 2,8 km. Alex Cano la voit sélective. Pour Sergio Henao, la montée n'est pas si pentue que cela mais au fur et à mesure des tours, il sera de plus en plus difficile de la franchir. Pour lui, c'est le secteur clé de la course. L'épreuve deviendra de plus en plus dur dans le final et peu de monde sera encore capable de se disputer le titre à l'arrivée.
La presse cite trois noms comme grands favoris de l'épreuve, ceux de Sergio Henao, le tenant du titre, de Rigoberto Urán et de Fernando Gaviria. Sur les 145 coureurs inscrits se détachent les membres de formation UCI WorldTeam ou continentales professionnelles comme Fernando Gaviria, Miguel Ángel López, Jarlinson Pantano, Rodolfo Torres, Miguel Flórez et les tridents des équipes Sky (Sebastián Henao, Egan Bernal, vainqueur du contre-la-montre et Sergio Henao) et EF Education First-Drapac (Rigoberto Urán, Julián Cardona et Daniel Martínez). Auxquelles se joignent les équipes de marque les plus importantes du pays et les représentants des ligues départementales de cyclisme. Même si le niveau de la concurrence est élevé, Sergio Henao veut conserver son maillot tricolore. Bien qu'il manquera du rythme de la compétition à la différence de son équipier Egan Bernal, ayant disputé le Tour Down Under, il s'est bien entraîné et ressent de bonnes sensations. Henao cite néanmoins comme favori Fernando Gaviria si la course se termine au sprint, le raidillon pouvant lui convenir. Il place également comme rival sérieux, un autre antioqueño, Rigoberto Urán, épaulé par deux coéquipiers. Cela n'empêche pas Robinson Chalapud, champion national 2015 et tout récent vainqueur de la Clásica de Rionegro, de vouloir terminer sur le podium. Fabio Duarte avoue l'obsession des coureurs colombiens pour le maillot tricolore même si pour sa course de rentrée, manquant de rythme, il fera de son mieux pour atteindre le meilleur résultat possible. Pour Alex Cano, la distance va être déterminante. Inhabituel sur les courses colombiennes, elle favorisera les coureurs qui y sont habitués en Europe.
Dès le début, les tentatives de fugue se succèdent. Ainsi dès la première montée, Jonathan Millán, Kristian Yustre et Fernando Orjuela s'échappent. Au quatrième tour, dix coureurs dont Bernardo Suaza, Nicolás Paredes, Edwin Ávila et Carlos Alzate réussissent à creuser un écart important avec le peloton. Quatorze hommes les prennent en chasse. Ce sont finalement vingt-trois coureurs qui forment l'échappée du jour. La présence de quatre hommes de la formation Bicicletas Strongman à l'avant les oblige à prendre la conduite de l'échappée. Au neuvième tour, tandis qu'Ávila a été rapidement repris par le peloton, la fugue avec cinq minutes, atteint son avance maximale. Les membres des équipes UCI WorldTeam prennent leur responsabilité à l'avant du peloton et peu à peu l'écart diminue. La fatigue et la pression du peloton font leur œuvre, l'échappée perd des hommes et du temps. Au quatorzième tour, ils ne sont plus que vingt en tête avec 1 min 35 s d'avance. Au passage suivant sur la ligne, les échappés se comptent au nombre de quinze. À trois tours de l'arrivée, ils ne sont plus que huit devant, Bernardo Suaza, Yecid Sierra, Wilson Cardona, Nicolás Paredes, Rafael Montiel, Edward Beltrán, Camilo Gómez et Diego Cano avec un peu moins d'une minute d'avance. Un tour plus tard, seul reste en pointe Bernardo Suaza avec une vingtaine de secondes d'avantage. C'est dans ce tour que Sergio Henao choisit d'attaquer. Le peloton, déjà amaigri au fil des kilomètres, se désagrège. Neuf hommes dont Rigoberto Urán et Miguel Ángel López répliquent. Mais Henao insiste avec le renfort d'Óscar Quiroz et de Diego Ochoa. Sous le tintement de la cloche du dernier tour, les trois hommes ont 40 s d'avance sur leurs poursuivants qui ne semblent pas être en mesure de faire la jonction. La dernière ascension est de trop pour Ochoa, dernier contradicteur de Sergio Henao. Celui-ci franchit la ligne en solitaire,. Óscar Quiroz, troisième l'année précédente, récolte cette fois la médaille d'argent, en revenant sur Diego Ochoa, qui toutefois décroche le bronze. Soixante-quatre secondes après la consécration de Sergio Henao, Jarlinson Pantano (sous les couleurs de la ligue de Valle del Cauca et non de son équipe Trek-Segafredo) gagne le sprint du peloton et s'octroie la quatrième place.
À l'arrivée, Sergio Henao dédie sa victoire à sa femme et à son fils. Il confie « Gagner ici n'a pas été chose facile mais il s'était bien préparé ». Il souligne le travail important d'Egan Bernal et de son cousin Sebastián Henao, tout au long de la journée. « Il ne pouvait les décevoir, dit-il. Voyant le groupe encore nombreux, il se devait d'attaquer de loin pour avoir toutes les chances de l'emporter ».
Classement de la course en ligne Élite messieurs
|    | Coureur              | Équipe                           |    | Temps          |
| -- | -------------------- | -------------------------------- | -- | -------------- |
| 1  | Sergio Henao         | Sky                              | en | 5 h 28 min 6 s |
| 2  | Óscar Quiroz         | Bicicletas Strongman-Coldeportes | à  | 45 s           |
| 3  | Diego Ochoa          | EPM                              | à  | 52 s           |
| 4  | Jarlinson Pantano    | Ligue cycliste de Valle          | à  | 1 min 4 s      |
| 5  | Walter Pedraza       | GW Shimano-Chaoyang-Envía        |    | m.t.           |
| 6  | Alexis Camacho       | Coldeportes-Zenú-Sello Rojo      |    | m.t.           |
| 7  | Rigoberto Urán       | EF Education First               |    | m.t.           |
| 8  | Luis Miguel Martínez | Ligue cycliste de Caldas         |    | m.t.           |
| 9  | Juan Pablo Suárez    | EPM                              |    | m.t.           |
| 10 | Heiner Parra         | GW Shimano-Chaoyang-Envía        |    | m.t.           |

### 8 novembre: réunion préparatoire aux compétitions
Dix mois après les compétitions Élite masculine, sont programmés les compétitions féminines et Espoir messieurs. À la veille de la première épreuve, le programme annonce de 10 à 12 h la révision des licences et la confirmation des coureurs, suivi à 14 h de la réunion technique, réunissant les organisateurs des championnats, le collège des commissaires et les directeurs sportifs des formations présentes, dans un hôtel de Duitama.

### 9 novembre: les contre-la-montre individuels féminins et Espoir messieurs
Santiago Ordóñez devient champion de Colombie Espoir du contre-la-montre alors que Serika Gulumá s'empare de son troisième titre.
Le parcours du contre-la-montre est identique aux femmes et aux Espoir masculins et développe 22 km. Il joint les municipalités boyacenses de Sogamoso à Pesca (ville natale de Miguel Ángel López) en passant par Firavitoba.
Vingt-deux concurrentes sont annoncées chez les femmes. En premier s'élancent, les treize participantes de la catégorie Espoir puis à la suite, les neuf coureuses Élites.
À 10h00 (heure locale), la première concurrente à partir est la Bogotanaise Luisa Parra. Partie trois minutes après elle, la Cundinamarquesa Yelitza Hernández est, cependant, la première à franchir la ligne d'arrivée en 34 min 23 s. Son temps tient moins de deux minutes. En effet, la deuxième compétitrice bogotanaise de la catégorie Espoir, Tatiana Dueñas réalise 33 min 41 s. Ce "chrono" permet à Dueñas de prendre la médaille d'argent dans sa catégorie. Marcela Hernández, la candidate suivante, réussit 32 min 56 s. Avec cette performance, celle-ci s'offre le titre de championne de Colombie Espoir du contre-la-montre individuel. Effectivement les six dernières prétendantes à la médaille d'or sont incapables de battre le temps réalisé par la représentante de la ligue cycliste d'Antioquia. Celle qui s'en rapproche le plus est Paola Mancipe, de la formation locale Boyacá es Para Vivirla. En 34 min 12 s, elle s'octroie la médaille de bronze dans sa catégorie d'âge,.
Marcela Hernández déclare « être très heureuse de son titre. C'est très gratifiant. Le niveau était élevé et les concurrentes très fortes ».
Classement du contre-la-montre individuel Espoir féminins
|   | Coureur           | Équipe                         |    | Temps       |
| - | ----------------- | ------------------------------ | -- | ----------- |
| 1 | Marcela Hernández | Ligue cycliste d'Antioquia     | en | 32 min 56 s |
| 2 | Tatiana Dueñas    | Ligue cycliste de Bogota       | à  | 45 s        |
| 3 | Paola Mancipe     | Boyacá es Para Vivirla         | à  | 1 min 16 s  |
| 4 | Yelitza Hernández | Ligue cycliste de Cundinamarca | à  | 1 min 27 s  |
| 5 | Laura Castillo    | Ligue cycliste de Casanare     | à  | 2 min 2 s   |

Treize coureuses engagées, treize coureuses classées.
Immédiatement à la suite des Espoirs, les Élites s'élancent. Des neuf concurrentes engagées, seules six finalement participent. Jessenia Meneses, première à concourir, réalise 33 min 58 s (temps supérieur de plus d'une minute au "chrono" réalisé par Marcela Hernández, titrée chez les Espoirs). Ainsi moins de trois minutes plus tard, Adriana Tovar la devance de 1 min 10 s. Les quatre dernières concurrentes partent de deux minutes en deux minutes. La candidate suivante, Serika Gulumá accomplit le parcours en 32 min 26 s. La coureuse de la formation locale Boyacá es Para Vivirla, en battant Tovar, s'octroie une médaille, en l'absence de la tenante du titre Cristina Sanabria, pourtant prévue pour s'élancer en dernière position. Rocio Parrado (Weber Shimano Ladies Power) finit en 32 min 46 s son effort solitaire. Parrado aussi monte sur le podium. Le résultat de l'Antioqueña Estefanía Herrera, finalement dernière participante féminine de la journée, décide des places sur le podium. En échouant à dix secondes de Gulumá, Herrera s'empare de la médaille d'argent, laissant le titre à son adversaire ; Parrado devant se contenter du bronze. Bien qu'encore Espoir, Marcela Hernández n'est devancée que par quatre coureuses Élites,.
Classement du contre-la-montre individuel féminins
|   | Coureur           | Équipe                         |    | Temps       |
| - | ----------------- | ------------------------------ | -- | ----------- |
| 1 | Serika Gulumá     | Boyacá es Para Vivirla         | en | 32 min 26 s |
| 2 | Tatiana Dueñas    | Ligue cycliste d'Antioquia     | à  | 10 s        |
| 3 | Rocio Parrado     | Weber Shimano Ladies Power     | à  | 20 s        |
| 4 | Adriana Tovar     | Ligue cycliste de Cundinamarca | à  | 22 s        |
| 5 | Marcela Hernández | Ligue cycliste d'Antioquia     | à  | 30 s        |

Vingt-deux inscrites, dix-neuf classées.
Selon le programme officiel, à 10h38 (locale), le premier coureur Espoir masculin devait prendre le départ. Cependant Dylber Cabrera comme tous les participants de la ligue cycliste du Nariño inscrits aux contre-la-montre du jour sont forfaits. Ainsi le premier à s'élancer est le coureur local Miguel Mogollón. Il conclut le parcours en 30 min 32 s. Moins de deux minutes plus tard, le coureur de l'UC Monaco Brandon Rivera, représentant le Cundinamarca sur les championnats, réduit la marque d'1 min 22 s. Son temps de 29 min 10 s lui permet de monter sur la dernière marche du podium. Le compétiteur suivant, Elkin Palmar, de la ligue cycliste de Bogota, échoue à dix secondes de Rivera et de la médaille de bronze. Moins de sept minutes plus tard, le Caldense Santiago Ordóñez, lui, réussit à abaisser le meilleur "chrono". Il réalise 28 min 47 s. Avec ce temps, il devient champion de Colombie Espoir du contre-la-montre individuel. En effet sur les quatorze derniers concurrents de la journée, seul Adrián Bustamante de la formation EBSA Empresa de Energía de Boyacá s'en approche. Mais en couvrant le parcours en 28 min 53 s, il doit se contenter de la médaille d'argent,.
Classement du contre-la-montre individuel Espoir messieurs
|   | Coureur           | Équipe                            |    | Temps       |
| - | ----------------- | --------------------------------- | -- | ----------- |
| 1 | Santiago Ordóñez  | Ligue cycliste de Caldas          | en | 28 min 47 s |
| 2 | Adrián Bustamante | EBSA Empresa de Energía de Boyacá | à  | 6 s         |
| 3 | Brandon Rivera    | Ligue cycliste de Cundinamarca    | à  | 23 s        |
| 4 | Elkin Palmar      | Ligue cycliste de Bogota          | à  | 33 s        |
| 5 | Rafael Hernández  | Ligue cycliste de Cundinamarca    | à  | 35 s        |

Vingt-sept coureurs engagés, vingt-quatre coureurs classés.

### 11 novembre: la course en ligne Espoir messieurs
Yeison Rincón devient champion de Colombie sur route Espoir.
Le départ et l'arrivée se font des installations de l'Université de Boyacá (es) à Tunja. Douze tours d'un parcours développant au total 158 kilomètres est au programme. Très tôt dans la course six hommes se lient pour occuper le devant de la scène en formant l'échappée du jour. À six tours de l'arrivée, ils possèdent 1 min 35 s d'avance sur le peloton. La chasse est organisée par les représentants de la ligue cycliste d'Antioquia, appuyés par celle de Risaralda. À moins de quatre tours du but, l'écart avec les fugueurs n'est plus que de vingt-huit secondes. À trois tours, les échappés ne sont plus que quatre Jonathan Eugenio (Boyacá Raza de Campeones), Hernán Darío Gómez (ligue cycliste de Bogotá), Robinson Ortega et Santiago Ordóñez (ligue cycliste de Caldas), ce dernier étant le tout nouveau champion national du contre-la-montre. À deux tours de la fin, Gómez et Ordóñez tentent le tout pour le tout, s'isolent et obtiennent quarante-cinq secondes d'avantage sur le groupe principal. Cependant à quatre kilomètres du terme, le duo est rattrapé par cinq hommes avec lesquels il doit composer pour la victoire finale. Yeison Rincón est le plus rapide à l'issue du sprint terminal et s'empare du titre.
Classement de la course en ligne Espoir messieurs
|   | Coureur             | Équipe                   |    | Temps           |
| - | ------------------- | ------------------------ | -- | --------------- |
| 1 | Yeison Rincón       | Sundark Arawak           | en | 3 h 52 min 22 s |
| 2 | Hernán Darío Gómez  | Ligue cycliste de Bogota |    | m.t.            |
| 3 | Daniel Largo        | Ligue cycliste de Caldas |    | m.t.            |
| 4 | Manuel Ignacio Díaz | Ligue cycliste de Bogota |    | m.t.            |
| 5 | Santiago Ordóñez    | Ligue cycliste de Caldas |    | m.t.            |

Cent-six coureurs engagés, trente-sept coureurs classés.

## Classements UCI

### Catégorie Élite Hommes
Ces championnats de Colombie Élite attribuent des points pour le classement mondial de la fédération internationale.
Selon le règlement UCI Art 2.10.008, les championnats de Colombie sont considérés, pour cette saison, de Catégorie "A" et affectent les points comme suit :
| Position         | 1er | 2e | 3e | 4e | 5e | 6e | 7e | 8e | 9e | 10e | 11e | 12e | 13e | 14e | 15e |
| Course en ligne  | 100 | 75 | 60 | 50 | 40 | 30 | 20 | 10 | 5  | 3   | 3   | 1   | 1   | 1   | 1   |
| Contre-la-montre | 50  | 30 | 20 | 15 | 10 | 5  | 3  | 3  | 1  | 1   | -   | -   | -   | -   | -   |

| Classement | Classement        | Classement                        | Classement      | Classement       | Classement | Classement |
| Position   | Coureur           | Équipe                            | Course en ligne | Contre-la-montre | Total      |            |
| ---------- | ----------------- | --------------------------------- | --------------- | ---------------- | ---------- | ---------- |
| 1er        | Sergio Henao      | Sky                               | 100             | 5                | 105        |            |
| 2e         | Óscar Quiroz      | Bicicletas Strongman-Coldeportes  | 75              |                  | 75         |            |
| 3e         | Diego Ochoa       | EPM                               | 60              |                  | 60         |            |
| 4e         | Egan Bernal       | Sky                               |                 | 50               | 50         |            |
| -          | Jarlinson Pantano | Ligue cycliste de Valle del Cauca | 50              |                  | 50         |            |
| 6e         | Walter Pedraza    | GW Shimano-Chaoyang-Envía         | 40              |                  | 40         |            |
| 7e         | Alexis Camacho    | Coldeportes-Zenú-Sello Rojo       | 30              |                  | 30         |            |
| -          | Daniel Martínez   | EF Education First-Drapac         |                 | 30               | 30         |            |
| 9e         | Rigoberto Urán    | EF Education First-Drapac         | 20              |                  | 20         |            |
| -          | Walter Vargas     | Medellín-Inder                    |                 | 20               | 20         |            |

| Suite du classement (11-23) | Suite du classement (11-23) | Suite du classement (11-23)       | Suite du classement (11-23) | Suite du classement (11-23) | Suite du classement (11-23) | Suite du classement (11-23) |
| Position                    | Coureur                     | Équipe                            | Course en ligne             | Contre-la-montre            | Total                       |                             |
| --------------------------- | --------------------------- | --------------------------------- | --------------------------- | --------------------------- | --------------------------- | --------------------------- |
| 11e                         | Rodrigo Contreras           | EPM                               |                             | 15                          | 15                          |                             |
| 12e                         | Julián Cardona              | EF Education First-Drapac         |                             | 10                          | 10                          |                             |
| -                           | Luis Miguel Martínez        | Ligue cycliste de Caldas          | 10                          |                             | 10                          |                             |
| 14e                         | Juan Pablo Suárez           | EPM                               | 5                           |                             | 5                           |                             |
| 15e                         | Darwin Atapuma              | UAE Emirates                      | 3                           |                             | 3                           |                             |
| -                           | Miguel Ángel López          | Astana                            |                             | 3                           | 3                           |                             |
| -                           | Omar Mendoza                | Medellín-Inder                    |                             | 3                           | 3                           |                             |
| -                           | Heiner Parra                | GW Shimano-Chaoyang-Envía         | 3                           |                             | 3                           |                             |
| 19e                         | Danny Osorio                | Orgullo Paisa                     | 1                           | 1                           | 2                           |                             |
| 20e                         | Edward Beltrán              | EPM                               | 1                           |                             | 1                           |                             |
| -                           | Alex Cano                   | Coldeportes-Zenú-Sello Rojo       | 1                           |                             | 1                           |                             |
| -                           | Alexander Gil               | EPM                               | 1                           |                             | 1                           |                             |
| -                           | Bryan Gómez                 | Ligue cycliste de Valle del Cauca |                             | 1                           | 1                           |                             |